# Église Sioni d'Ateni
L’église Sioni d’Ateni ou Atenis Sioni (en géorgien : ატენის სიონი) est une église orthodoxe géorgienne du VIIe siècle située à près de 10 kilomètres au sud de la ville de Gori. Elle se trouve dans la vallée du Tana, connue pour ses monuments historiques, ses paysages pittoresques et son vin régional. Le nom « Sioni » vient du mont Sion à Jérusalem.

## Description
L'église, située dans un site montagneux et sauvage, domine la vallée de la Tana.
Le Sioni d’Ateni est une église à dôme cruciforme (24 × 19,22 m) avec une façade composée de pierres olivâtres carrées incrustées, d’ornements décoratifs et de bas-reliefs. L’église est une imitation du monastère de Djvari antérieur, un patrimoine mondial de l’Unesco situé à Mtskheta. L’église d’Ateni évolue légèrement à plusieurs reprises, mais son apparence a probablement entièrement changé au Xe siècle lorsque le dôme est reconstruit, sous la direction de l’architecte arménien Todossak.
Les murs de l’église contiennent les premières inscriptions en nouskhouri ou Nouskha-Khoutsouri, l’une des versions du premier alphabet géorgien, datant de 835. Le premier exemple de Mkhedrouli, la version actuelle de l’écriture géorgienne, se trouve également au Sioni d’Ateni et date des années 980. Une des inscriptions de l’église commémore Adarnassé, le premier noble bagration géorgien documenté, qui est également le père d’Achot Ier, fondateur de la nouvelle lignée royale de Géorgie.
L'église contient des fresques du XIe siècle.
Près de l’église se trouvent les ruines de la ville médiévale fortifiée d’Ateni, correspondant aux villages modernes de Didi Ateni et Patara Ateni.

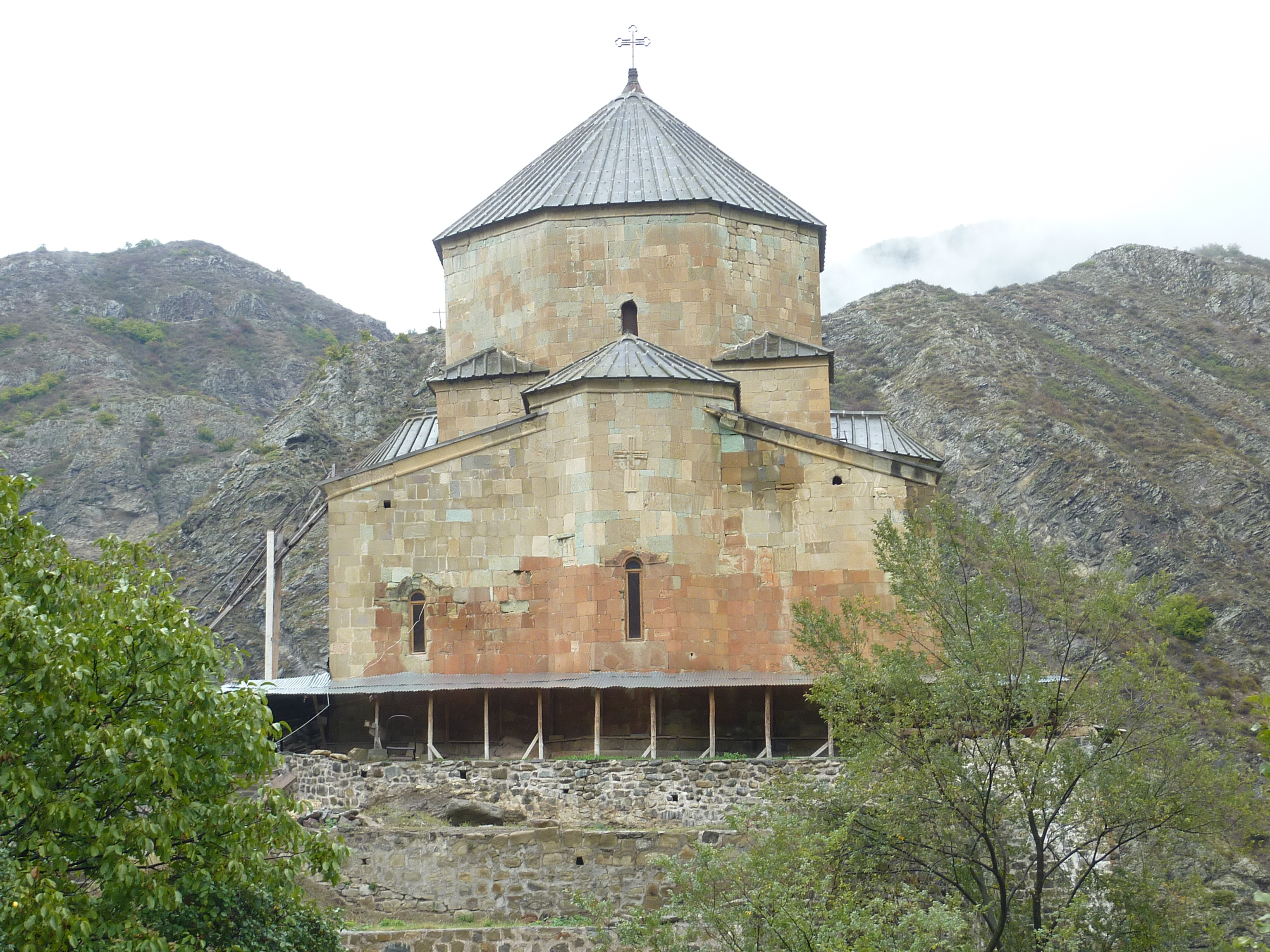
Église d'Atenis Sioni
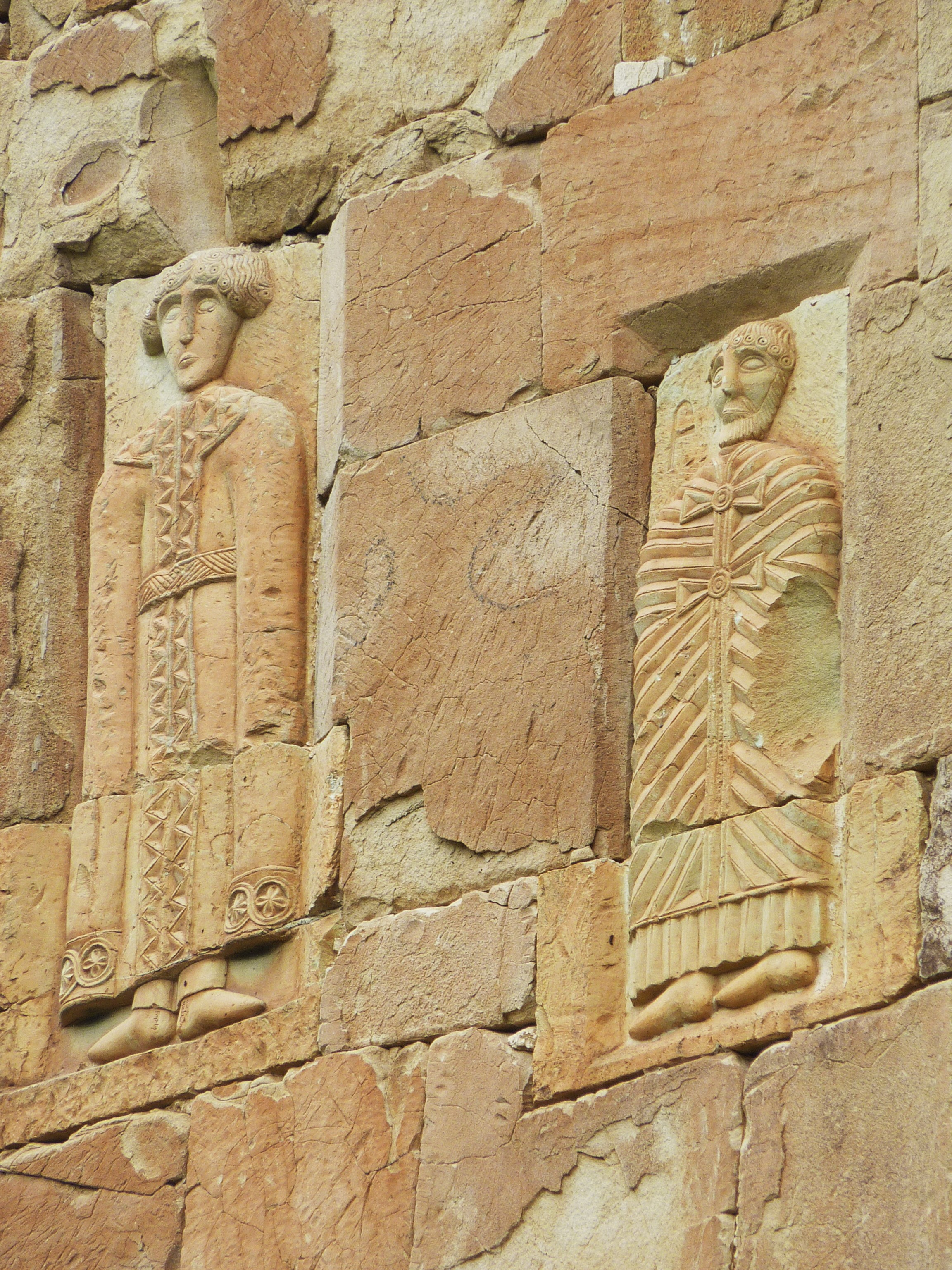
Église d'Atenis Sioni : deux statues
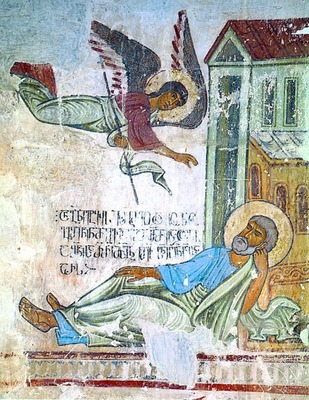
Fresque représentant l’épisode biblique du « rêve de Joseph »

## Mise à jour
En juin 2024, la rénovation extérieure est presque terminée.